# 源済橋
源済橋（げんさいばし）は、岐阜県中津川市の木曽川に架かるアーチ橋である。

## 概要
道路橋であると同時に、中津川市西部に水を供給する水道橋であり、西部開拓水管橋ともいう。岐阜県の西部開拓パイロット事業と源済農道整備事業の合併事業で架橋された。

## 諸元
- 供用：1970年（昭和45年）6月1日
- 延長：144.3 m
- 幅員：3.0 m （幅制限2.2 m）
- 構造：上路アーチ橋 1連
- 区間：岐阜県中津川市高山 - 中津川市千旦林

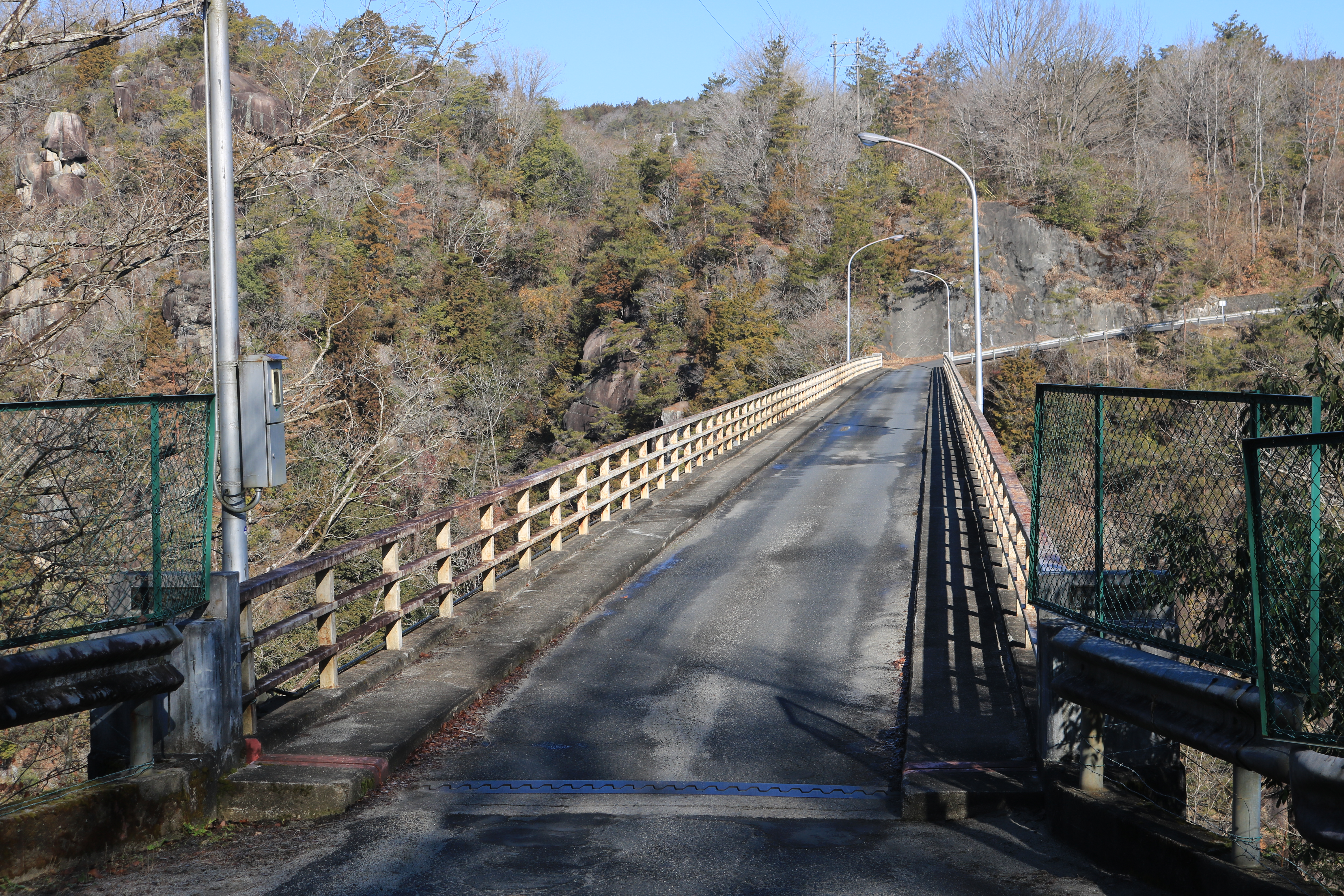
南側の左岸から望む源済橋、幅員が3.0 m
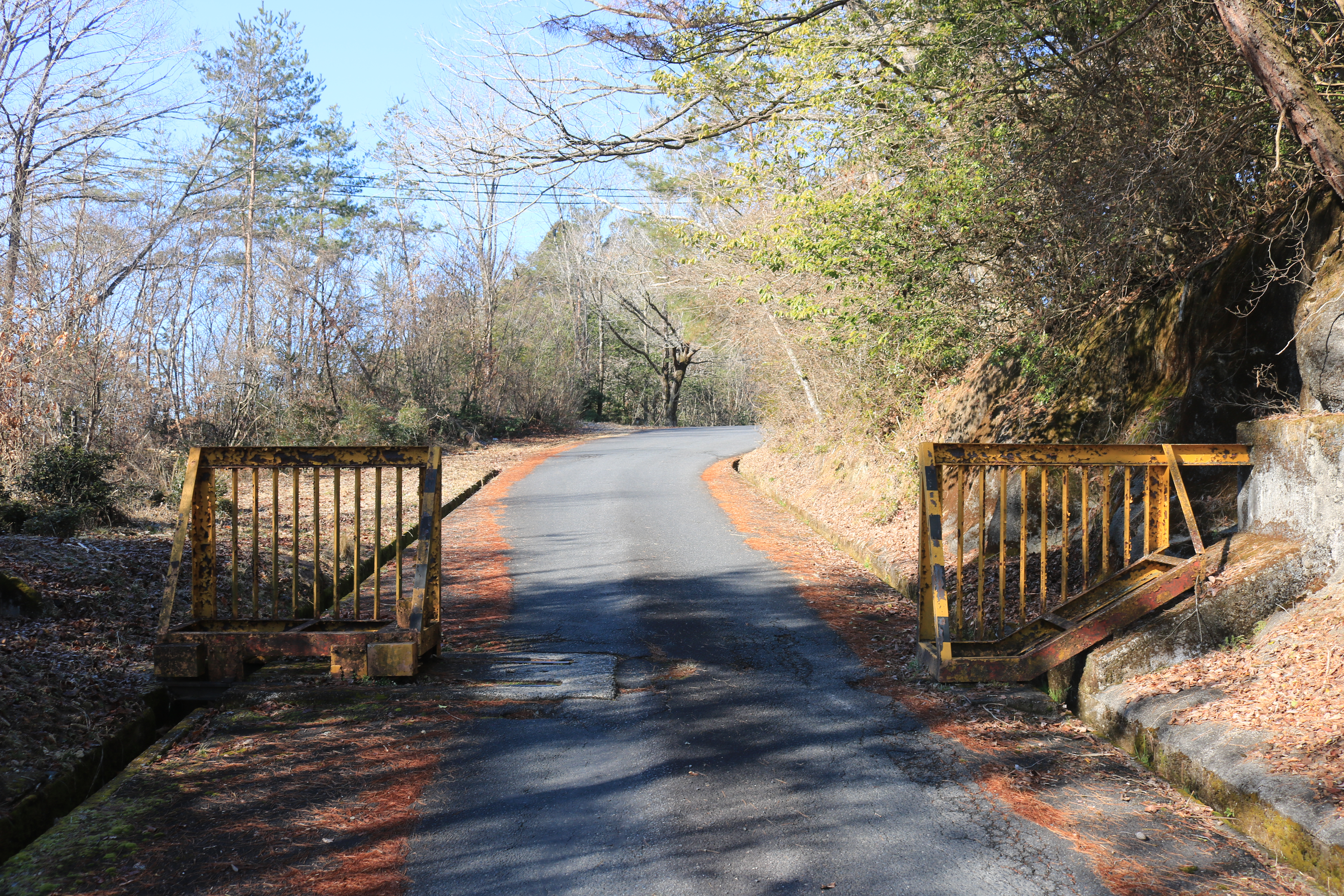
源済橋の北側の車幅制限を行うゲート

## その他
源済橋の「源済」とは、戦国時代の永禄年間に、この地に実在した武将、吉村源済（吉村玄済ともいう）に由来する。
源済は頭脳、腕力に秀でていたという。武田信玄が美濃国攻略を行う際、源済に協力を申し入れたが、源済はそれを断ったため討ち取られたという。現在も「源斎岩」という岩があり、その岩窟に源済が住んでいたという。